# Yūsuke Tanaka (ur. 3 lutego 1986)
Yūsuke Tanaka (jap. 田中 佑昌 Tanaka Yūsuke; ur. 3 lutego 1986) – japoński piłkarz występujący na pozycji pomocnika. Obecnie występuje w Ventforet Kofu.

## Kariera klubowa
Od 2004 roku występował w klubach Avispa Fukuoka, JEF United Chiba i Ventforet Kofu.